# Kandersteg
Kandersteg ist eine politische Gemeinde im Verwaltungskreis Frutigen-Niedersimmental des Kantons Bern in der Schweiz.

## Geografie
Der Ort Kandersteg liegt am Ende des Kandertals auf 1174 m ü. M. In der Gemeinde leben rund 1'300 Einwohner auf einer Fläche von 134,58 km², womit Kandersteg bezüglich der Fläche die fünftgrösste Gemeinde im Kanton Bern ist. Allerdings sind aufgrund der alpinen Lage nur etwa 30 % der Fläche nutzbar.
Höchster Punkt: Balmhorn, 3'698 m, tiefster Punkt: Bühl, 1'150 m.
Eine besondere Bedeutung für das Dorf hat seit Anfang der 2020er Jahre der Spitze Stein südlich des Oeschinensees. Die instabile Flanke des Berges zeigt eine stark erhöhte Aktivität. In vielen Bereichen werden Bewegungen von mehreren Metern pro Jahr verzeichnet. Häufige Steinschlagereignisse und Felsstürze sind ein klares Zeichen für die hohe Aktivität am Berg. Als Folge der starken und teilweise tiefgründigen Bewegungen drohen zukünftig grosse Felsabbrüche mit Volumen von 100'000 bis einigen Millionen Kubikmetern, mit entsprechender weiträumiger Gefährdung unterhalb des Spitzen Steins.

## Bevölkerung
| Jahr      | 1764 | 1799 | 1818 | 1880 | 1900 | 1920 | 1940 | 1950 | 1970 | 1980 | 1990 | 2000 | 2010 | 2015 | 2022 |
| Einwohner | 197  | 244  | 206  | 406  | 445  | 777  | 835  | 913  | 957  | 959  | 1062 | 1131 | 1273 | 1328 | 1298 |

### Sprachen
Sprache ist Deutsch, genau genommen Chanderstägertütsch, ein spezieller Dialekt des Berner Oberlands mit Anlehnungen an den Walliser Dialekt.

### Konfession
- Reformierte – 88,50 %
- Römisch-Katholische – 11,50 %

## Politik
Legislative ist die zweimal jährlich stattfindende Gemeindeversammlung, welche vom Gemeindepräsidenten geleitet wird.
Exekutive ist der Gemeinderat mit sieben ehrenamtlichen Mitgliedern inkl. Gemeinderatspräsident.
Bei den Nationalratswahlen 2023 betrugen die Wähleranteile in Kandersteg (in Klammern die Veränderung im Vergleich zu den Wahlen 2019 in Prozentpunkten): SVP 44,44 % (+2,66), SP 12,92 % (+0,74), glp 11,89 % (−0,66), Mitte 9,82 % (−4,45), Grüne 6,72 % (+1,50), FDP 6,16 % (+0,09), EDU 2,53 % (+1,50), EVP 1,40 % (−0,50), SD 0,71 % (+0,01).

## Wirtschaft
Wirtschaftlich ist Kandersteg ganzjährig vom Tourismus geprägt. Daneben existieren landwirtschaftliche und baugewerbliche Betriebe sowie die Lötschbergbahn als Verkehrsbetrieb. Die Erwerbstätigen sind auf folgenden Sektoren beschäftigt: Land- und Forstwirtschaft (5 %), Handwerk und Baugewerbe (21 %) und Handel, Gastgewerbe, Dienstleistungen (74 %).

### Tourismus

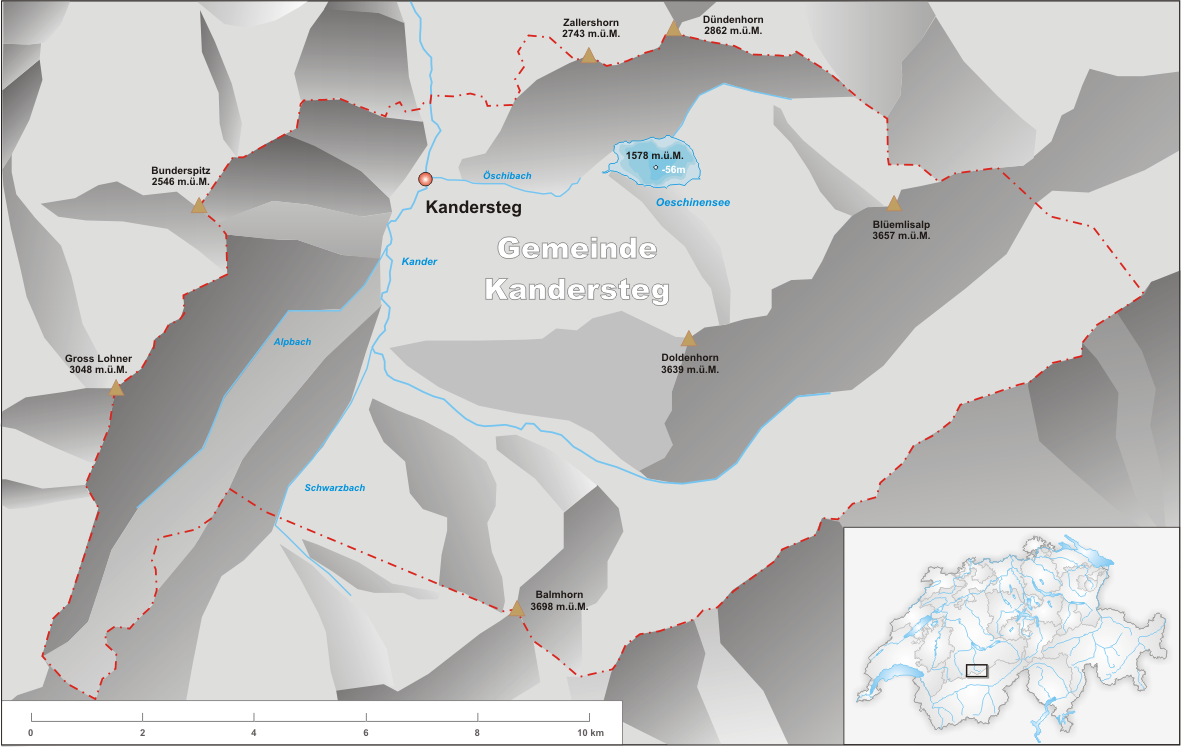
Die Region Kandersteg mit Oeschinensee

Der Tourismus in Kandersteg ist besonders auf Familien ausgerichtet. Kandersteg hat 19 Hotels mit rund 1'000 Betten und 800 Ferienwohnungen mit 2'000 Betten, einen Campingplatz und 22 Restaurants. 1850 genügte noch ein Hotel mit 5 Betten als Durchgangsquartier für Händler, die ihre Ware über den Gemmipass brachten. Um 1900 herum standen in Kandersteg 20 Hotels.
Eines der ältesten Hotels im Dorf ist das Hotel «Ritter», das 1798 erbaut wurde und heute zusammen mit dem Belle-Époque-Hotel «Victoria» geführt wird.
Im Sommer sind mehrere Bergbahnen in Betrieb. Zahlreiche Wandermöglichkeiten über bequeme Wanderwege bis hin zu hochalpinen Klettersteigen stehen Gästen und Einheimischen offen. Zahlreiche Mountainbike-Routen runden das Freizeitangebot ab. Der Ort selbst bietet ein geheiztes Schwimmbad, Tennisplätze, Wellness-Angebote und eine Kletterwand.
Im Winter stehen in der Skiregion Kandersteg sechs Transportanlagen (Oeschinen und Sunnbüel) und 100 km Langlaufloipen zur Verfügung. Die beiden Schlepplifte auf der Sunnbüel wurden bis 2023 abgebrochen, so dass ein alpiner Ski- und Snowboardbetrieb (abgesehen von Touren) dort nicht mehr möglich ist. 
Die beliebtesten Ausflugsziele sind der Oeschinensee, Sunnbüel (Gemmipass), das Gasterntal (Kandergletscher), Allmenalp, Ueschinen und der Blausee (Fischzucht; auf dem Gebiet der Gemeinde Kandergrund).
Kandersteg gehört zum erweiterten UNESCO-Weltnaturerbe Schweizer Alpen Jungfrau-Aletsch.
Ab 2010 wurde Kandersteg während einer Woche im Januar zu einem Treffpunkt für Belle-Époque-Fans. Auch Einheimische machen mit.

### Verkehr

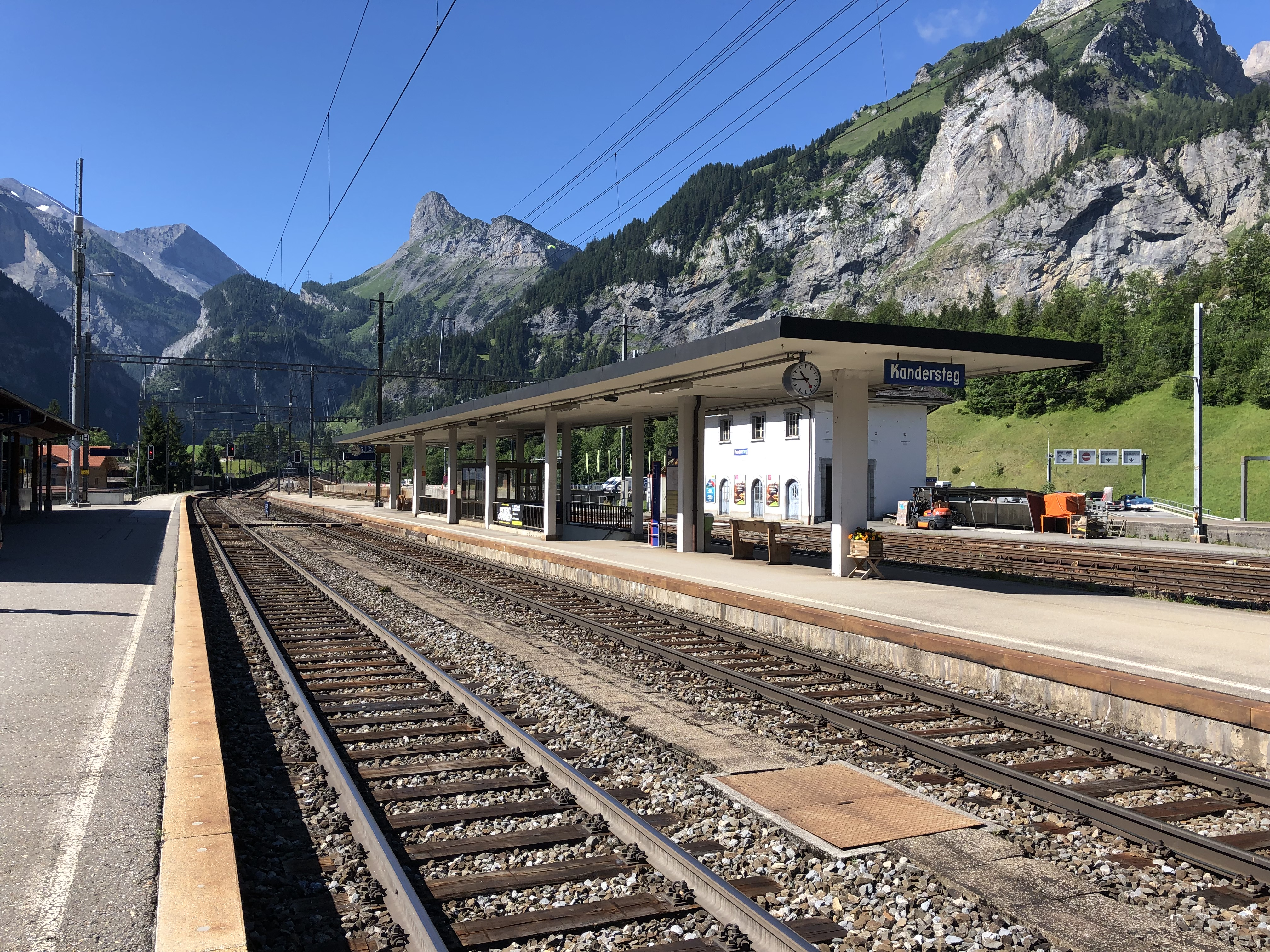
Bahnhof Kandersteg

Auf der Strasse gelangt man von Spiez (Autobahn A6 von Bern) über Frutigen nach Kandersteg. Hier besteht eine Verbindung per Autoverlad nach Goppenstein im Kanton Wallis sowie während der Ferienzeiten nach Iselle in Italien.
Eisenbahnanschlüsse nach Bern und Brig bestehen mit der Lötschbergbahn.
Kandersteg verfügt über einen Ortsbus und eine Busverbindung nach Frutigen.

### Olympia 2026
Im Zuge der im Juni 2018 zurückgezogenen Schweizer Bewerbung um die Ausrichtung der Olympischen Winterspiele 2026 war beabsichtigt, in Kandersteg das Skispringen von der Normalschanze und die Nordische Kombination auszurichten. Hierzu hatte die Gemeindeversammlung am 8. Juni 2018 mehrheitlich einen Kredit von 1,2 Millionen Franken für den Ausbau der Zufahrtsstrasse zur Sprungschanze bewilligt.

## Geschichte

Kandersteg, zwischen 1893 und 1924, aufgenommen von Eduard Spelterini

Der Ortsname geht auf einen alten Übergang über die Kander zurück, der zum Gemmi- und Lötschenpass führte. Diese Pässe ermöglichten bereits den Römern die Alpenüberquerung vom Wallis ins Berner Oberland. Die früheste erhaltene Erwähnung findet Kandersteg 1374 als Übernachtungsgelegenheit an der von Italien über den Lötschenpass kommenden Gewürzhandelsroute. Vom Handelsverkehr über die Gemmi zeugt auch das Zollhaus im Schwarenbach.
Der Bau der ersten Dorfkirche wurde 1511 begonnen. Das berühmteste Haus im Kandertal ist das reichverzierte Ruedi-Haus, erbaut 1753 für den Landsvenner Peter Germann.
Kandersteg gehörte bis 1850 zur Gemeinde Frutigen und bildete danach mit Kandergrund die Gemeinde Kandergrund. 1908 wurde Kandersteg eine eigenständige Gemeinde, das ursprüngliche Gemeindegebiet Kandergrund von total 16'665 ha wurde aufgeteilt: 3'207 ha gingen an Kandergrund und 13'458 ha erhielt Kandersteg.
Der Bau des Lötschbergtunnels von 1906 bis 1913 schuf eine wichtige Nord-Süd-Verbindung und bildete die Grundlage für den noch heute viel genutzten Autoverlad der Lötschbergbahn. Der Anschluss an das Bahnnetz förderte den Tourismus; viele der heutigen Hotels und Pensionen wurden in dieser Zeit gebaut. Vor dem Ersten Weltkrieg verfügte Kandersteg bereits über 30 Hotels und Pensionen mit insgesamt mehr als 1'300 Betten.
1923 gründete der Pfadfinderweltverband WOSM mit dem Pfadfinderzentrum Kandersteg eine der ersten dauerhaften internationalen Begegnungsstätten für Pfadfinder. Auf dem Gelände des Zentrums treffen heutzutage jedes Jahr rund 10'000 Pfadfinder zusammen.
Die katholische Marienkirche wurde 1927 geweiht.
In den 1980er-Jahren wurde der Schweizer Regierungsbunker, genannt Führungsanlage K20 (Kaverne 20), auf dem Gebiet der Gemeinde Kandersteg errichtet.
1991 wurde in Kandersteg das theravada-buddhistische Kloster Dhammapala gegründet.

## Sehenswürdigkeiten

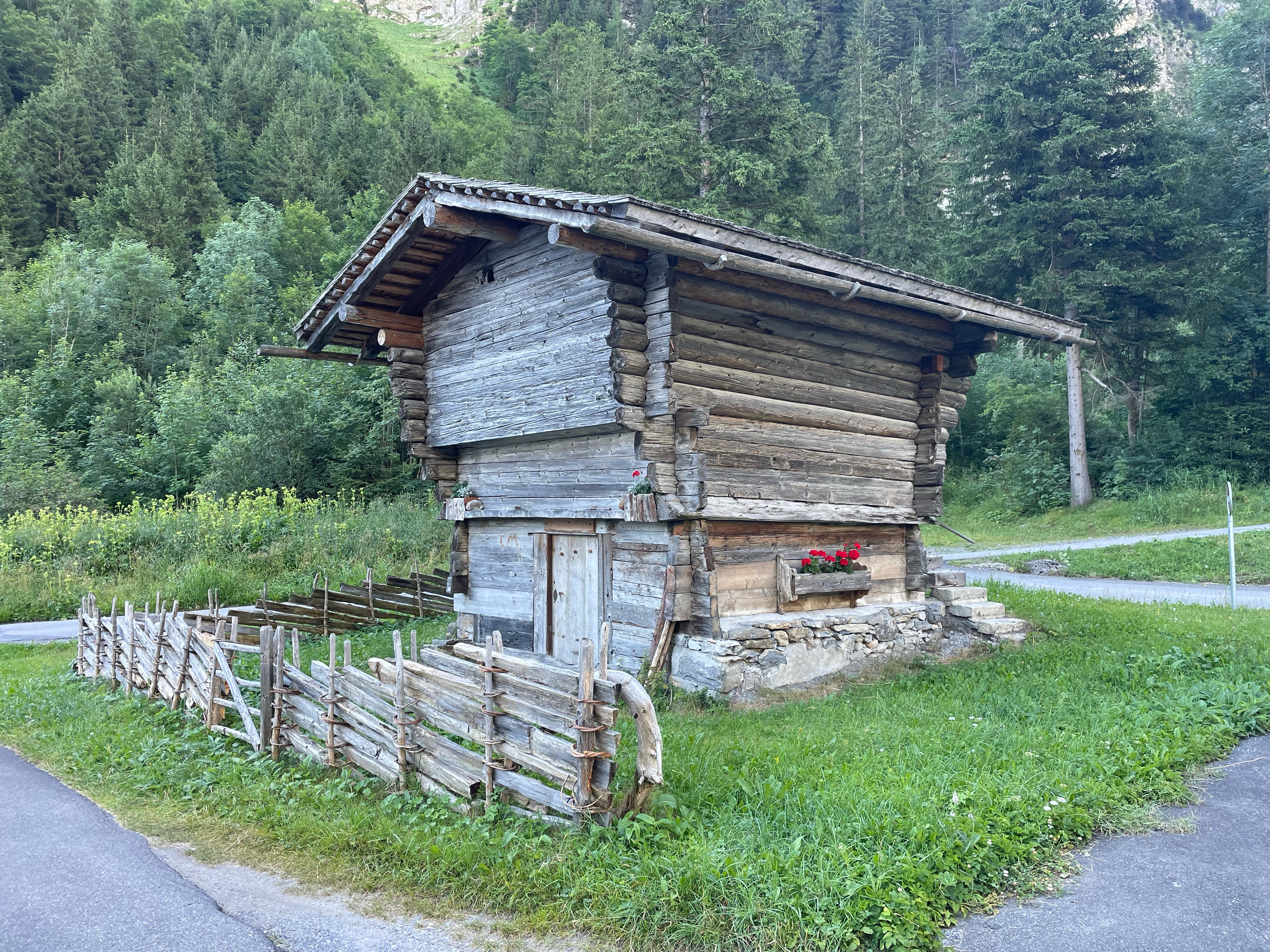
Der Spycher im Eggenschwand

- Der Spycher im Eggenschwand neben der Talstation der Sunnbüel-Bahn ist das älteste landwirtschaftliche Gebäude Kanderstegs. Eine dendrochronologische Untersuchung der Balken ergab, dass die Balken des Spychers in den Jahren 1510 bis 1512 geschlagen wurden. Eine Schätzung im Bauinventar des Kantons Bern datiert den Spycher ins 18. Jahrhundert. Der Speicher diente zur Lagerung von Getreide und anderem Säumergut, später wurde er als Stall genutzt, heute ist er Teil des Heimatmuseums Kandersteg. 1967 wurde der Spycher durch den Regierungsrat des Kantons Bern ins Inventar der geschützten Kunstaltertümer aufgenommen. 2011 wurde das Gebäude restauriert.[14]

## Impressionen aus Kandersteg

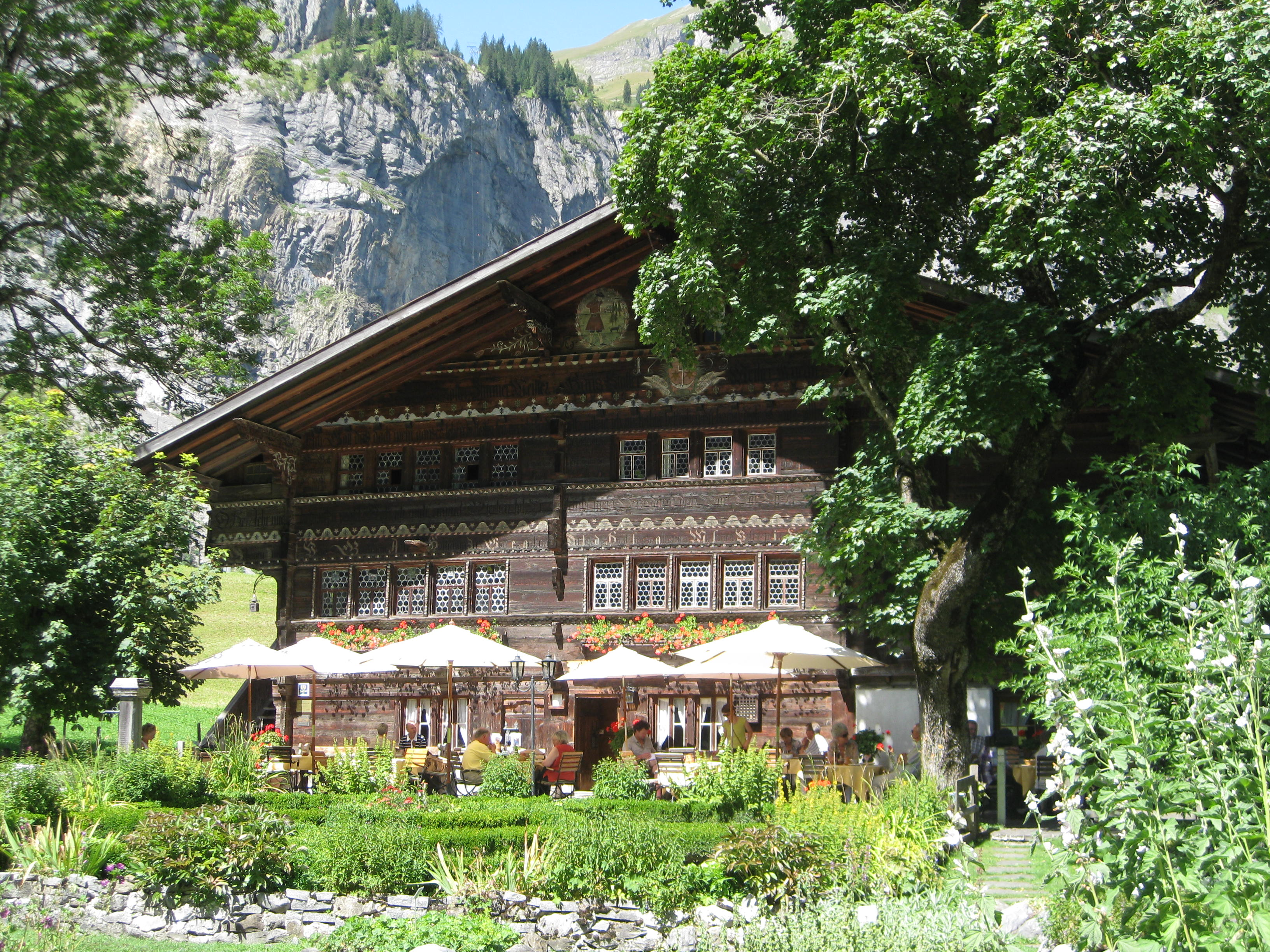
Gasthof «Ruedihus» von 1753
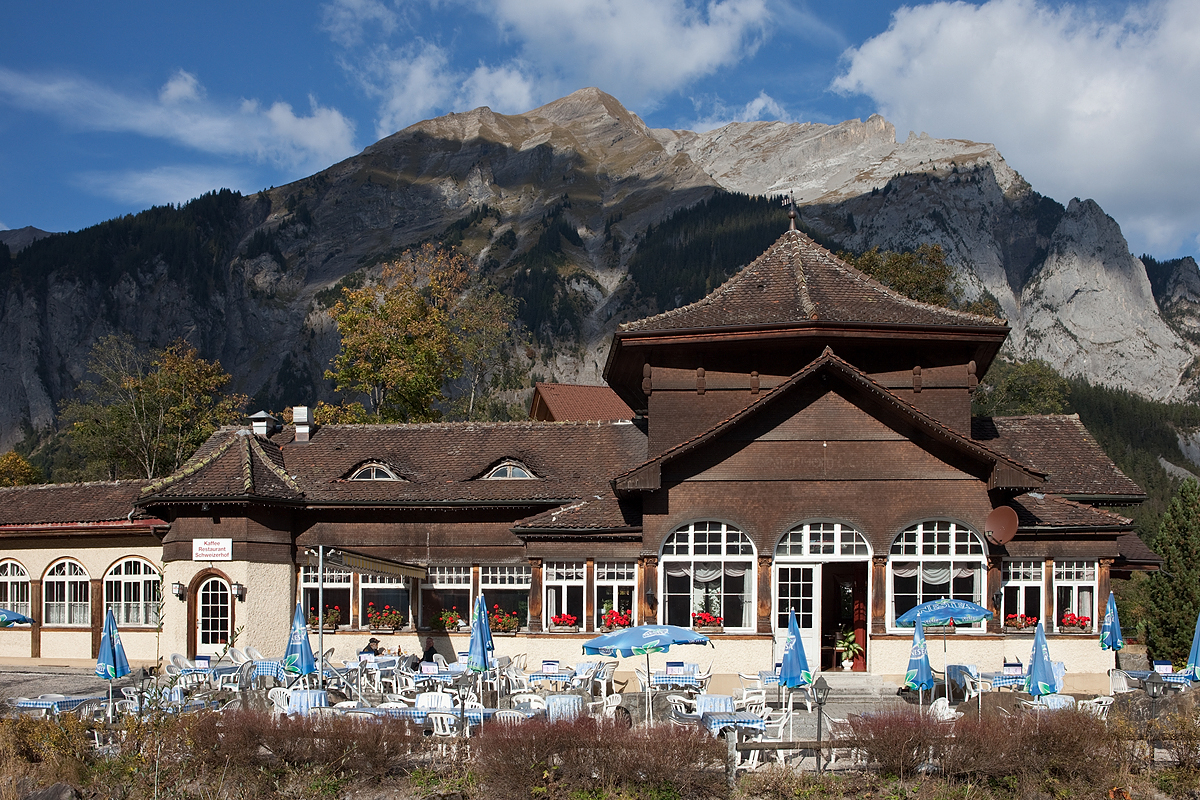
Café «Schweizerhof»
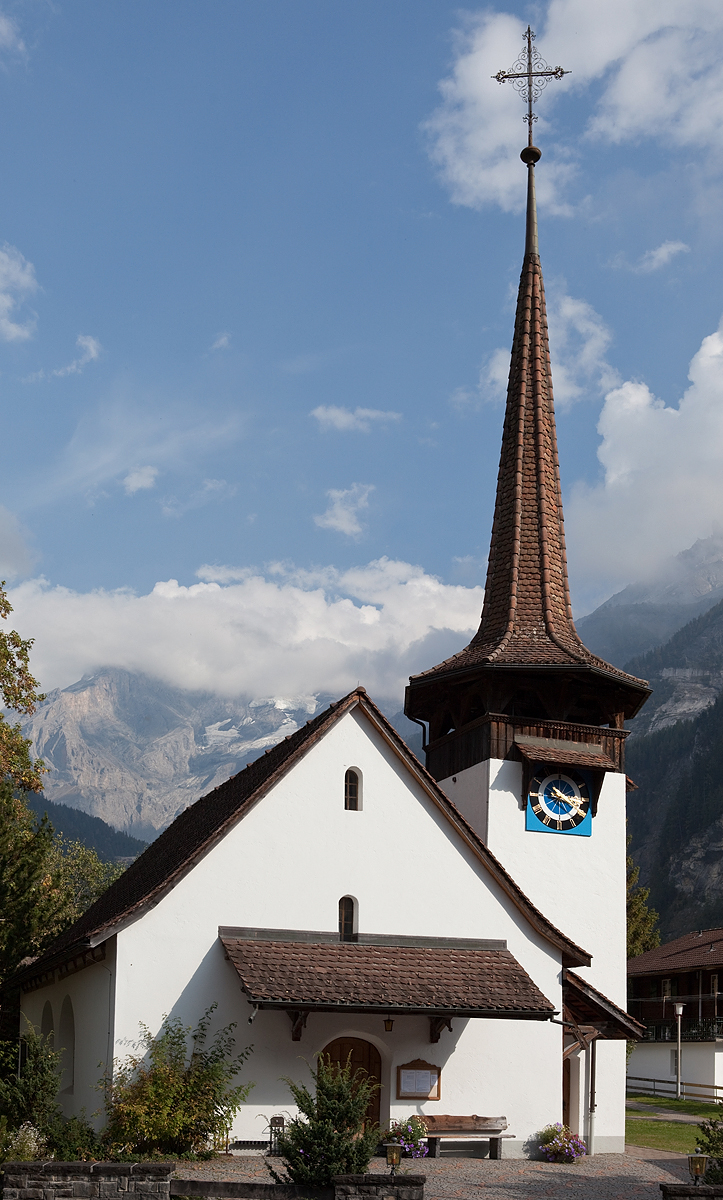
Reformierte Kirche
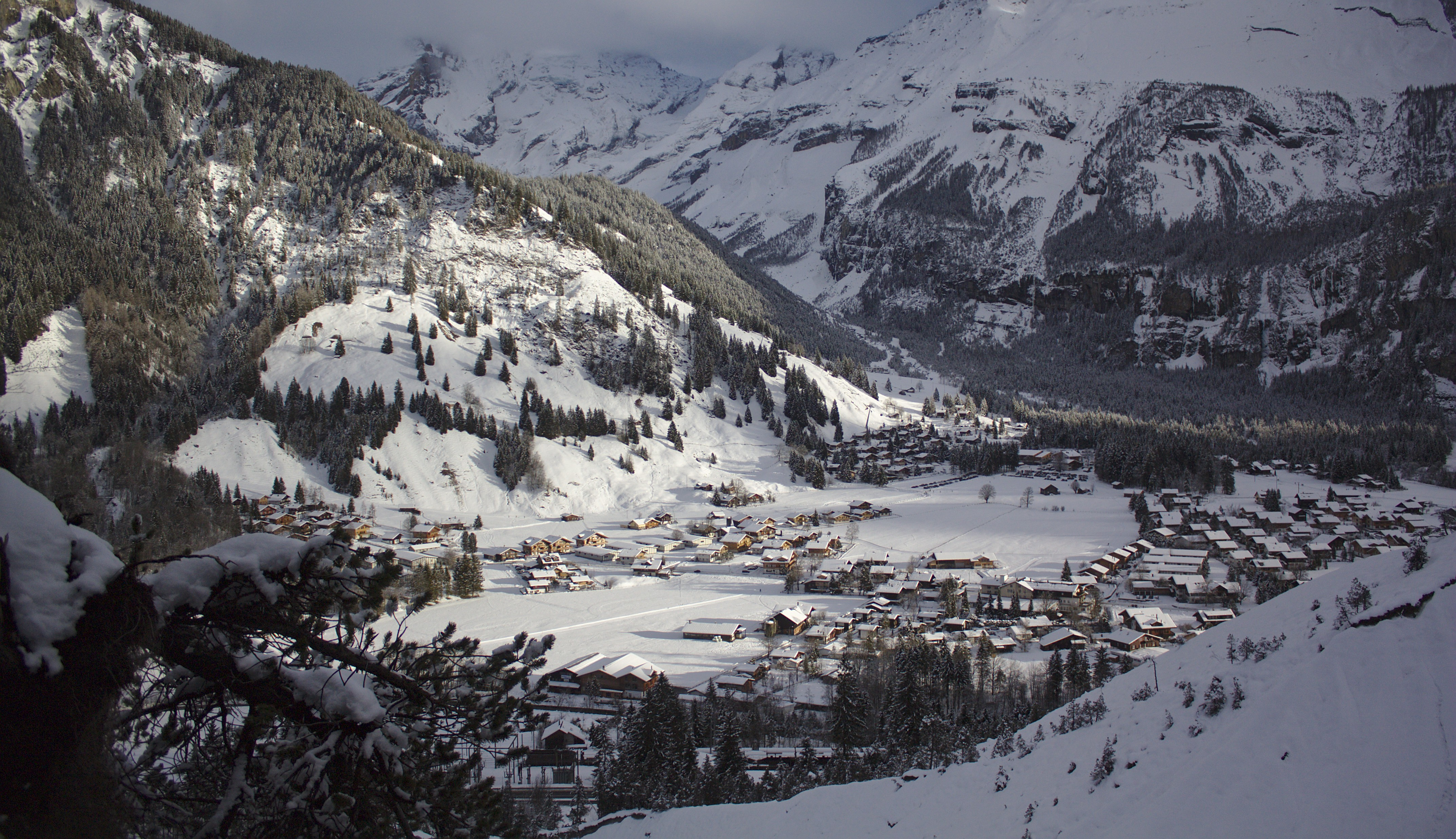
Kandersteg im Winter
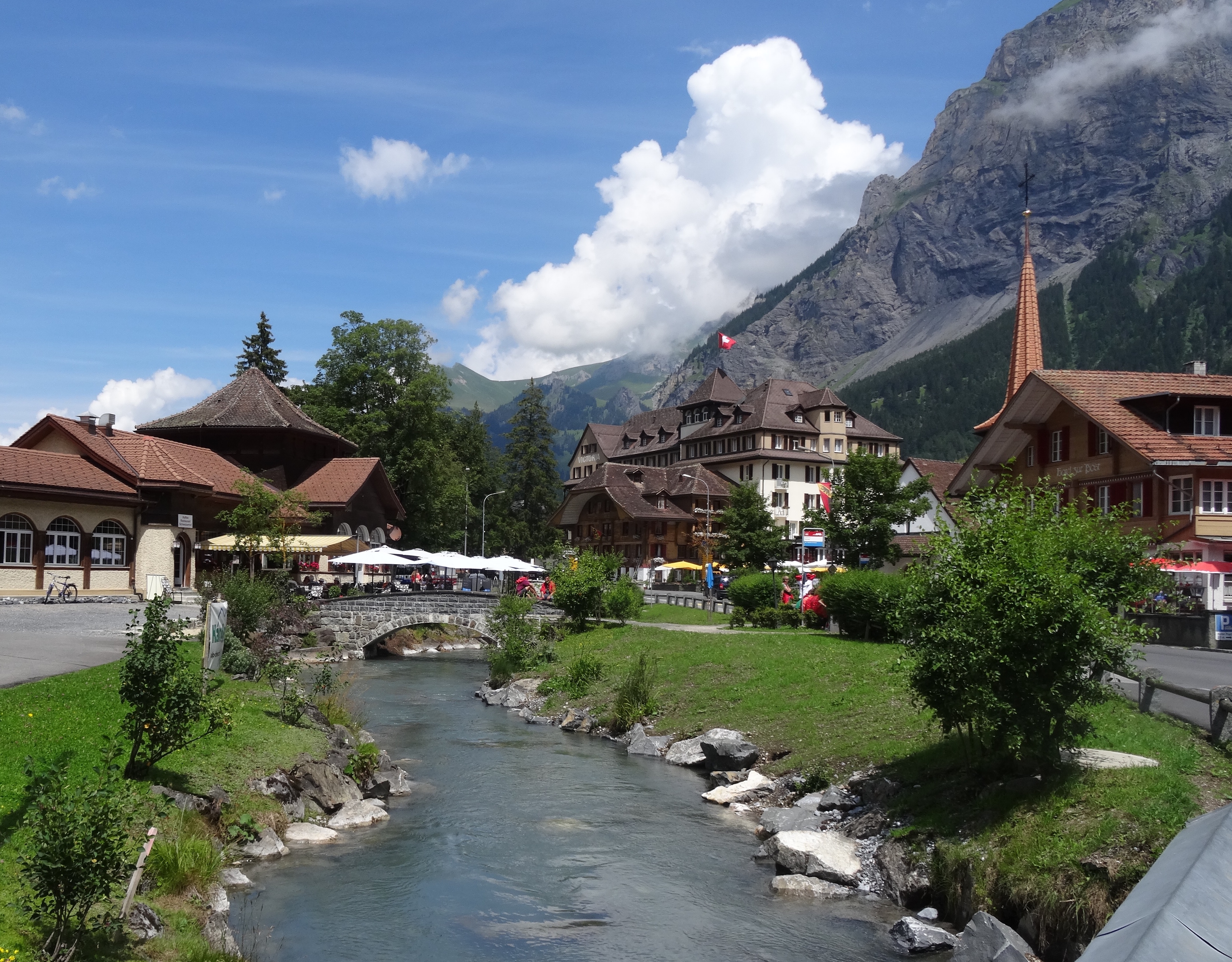
Im Zentrum
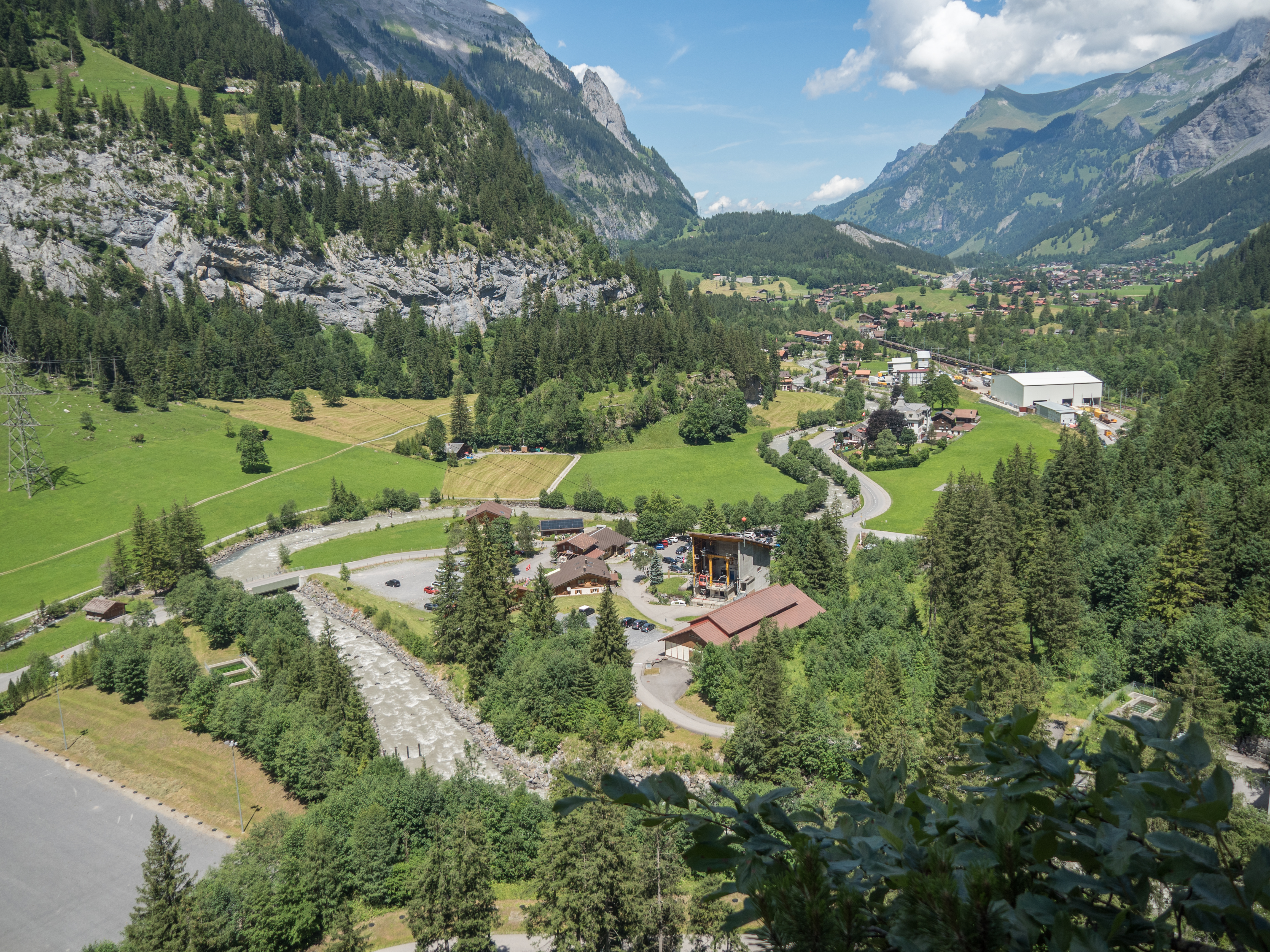
Blick auf die Talstation Sunnbüel von der Zufahrt ins Gasterntal

## Persönlichkeiten
- Adolf Ogi (* 1942), Bundesrat von 1987 bis 2000 (SVP)
- Albert Rösti (* 1967), Bundesrat (SVP), wuchs in Kandersteg auf